# Hervormde kerk (Ressen)
De Hervormde kerk is een protestantse kerk in de plaats Ressen in de Nederlandse gemeente Lingewaard.

## Geschiedenis
De kerk is in de 11e eeuw uit tufsteen opgetrokken. De toren vanuit de 12e eeuw is ook romaanse architectuur van tufsteen. Maar het koor is een gotische baksteengebouw en heeft kruisribgewelven.
Met de reformatie wordt de parochie protestants.
Gedurende de Tweede Wereldoorlog en dan met name rondom de Slag om Arnhem en de verdere bevrijding van Nederland in maart 1945 kreeg het gebied rondom Ressen het zwaar te verduren. Er sloegen twee bommen in, waardoor de kerk onbruikbaar werd. Na de oorlog werd begonnen met herstelwerkzaamheden. Dit kostte enkele jaren en er werd gepleit om in Ressen een van de beschikbare Zwitserse noodkerken te plaatsen. Ondanks de weerstand van het bouwen van de noodkerk, de bouwmaterialen konden immers goed gebruikt worden voor het herstellen van woningen, werd Ressen verkozen tot plaatsing van een noodkerk. Deze houten kerk heeft tot 1948 dienst gedaan, totdat de tufstenen Hervormde Kerk terug in gebruik genomen werd.
De toren bestaat uit drie geledingen, versierd met boogfriesen en lisenen. De toren wordt bekroond met een ingesnoerde torenspits. Het schip is eenbeukig en heeft een gotisch koor. Het koorgedeelte heeft een verhoogd dak, en is samen met de koorsluiting voorzien van kruisribgewelf. De buitenzijde van de koorsluiting is voorzien van steunberen. In de kerk is een orgel aanwezig van circa 150 jaar oud en vermoedelijk gemaakt door de firma Van Druten. Dit orgel is in de oorlog eveneens flink beschadigd, maar nadien hersteld.
De kerk is in 1971 aangewezen als rijksmonument, waarbij de toren als apart rijksmonument is opgenomen in het register.

## Galerij

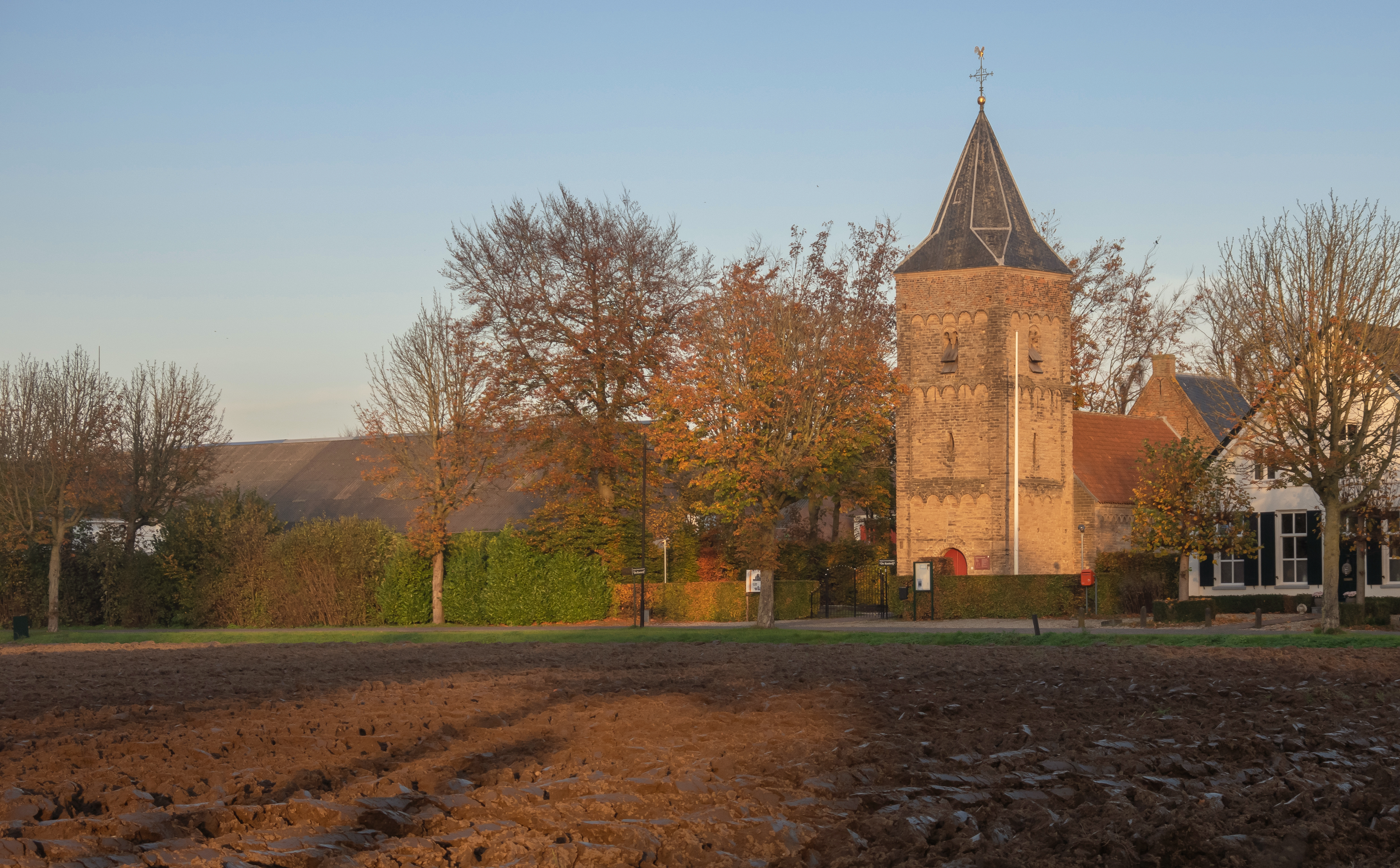
Hervormde kerk vanaf de Hoeksehofstraat
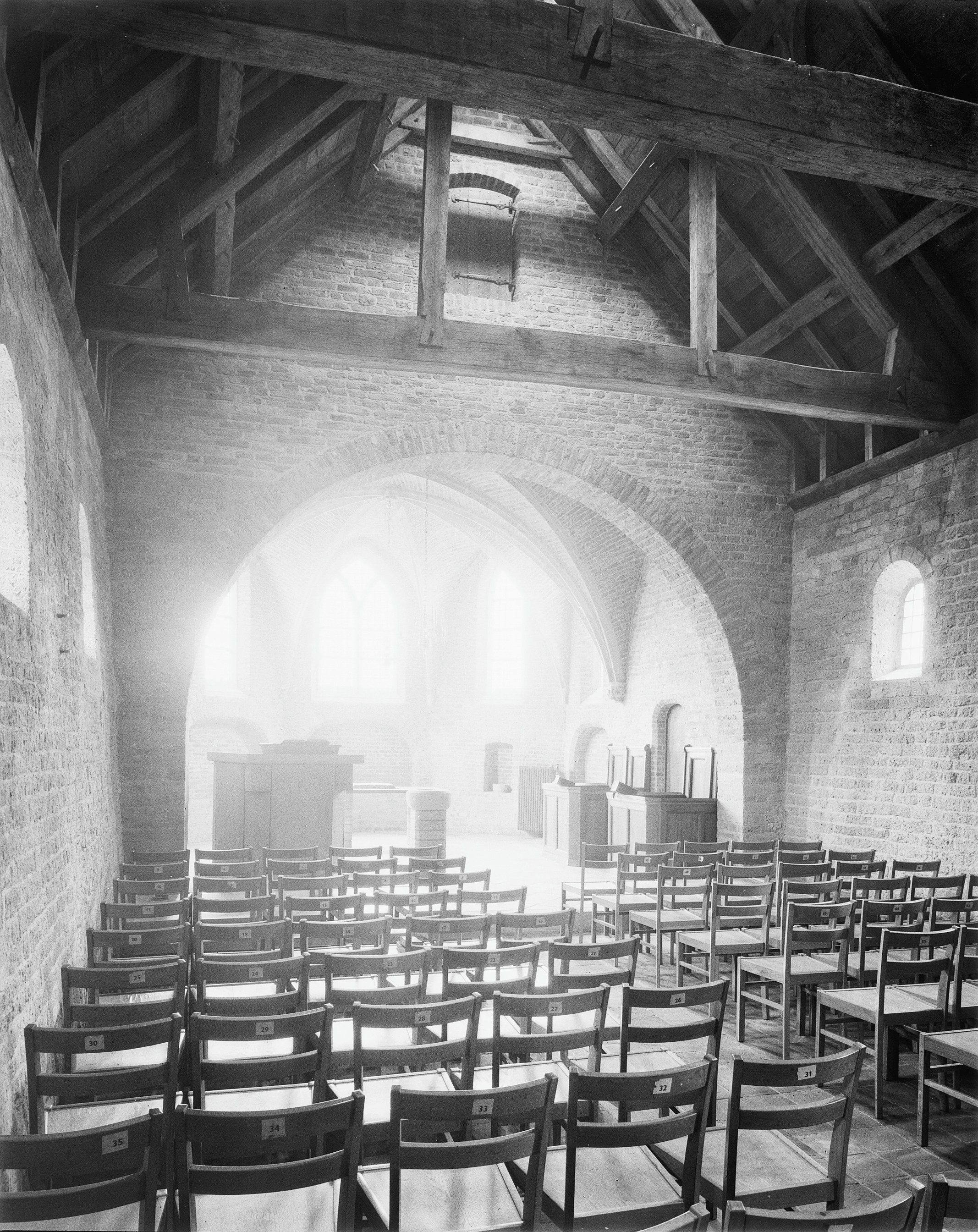
Interieur kerk na restauratie
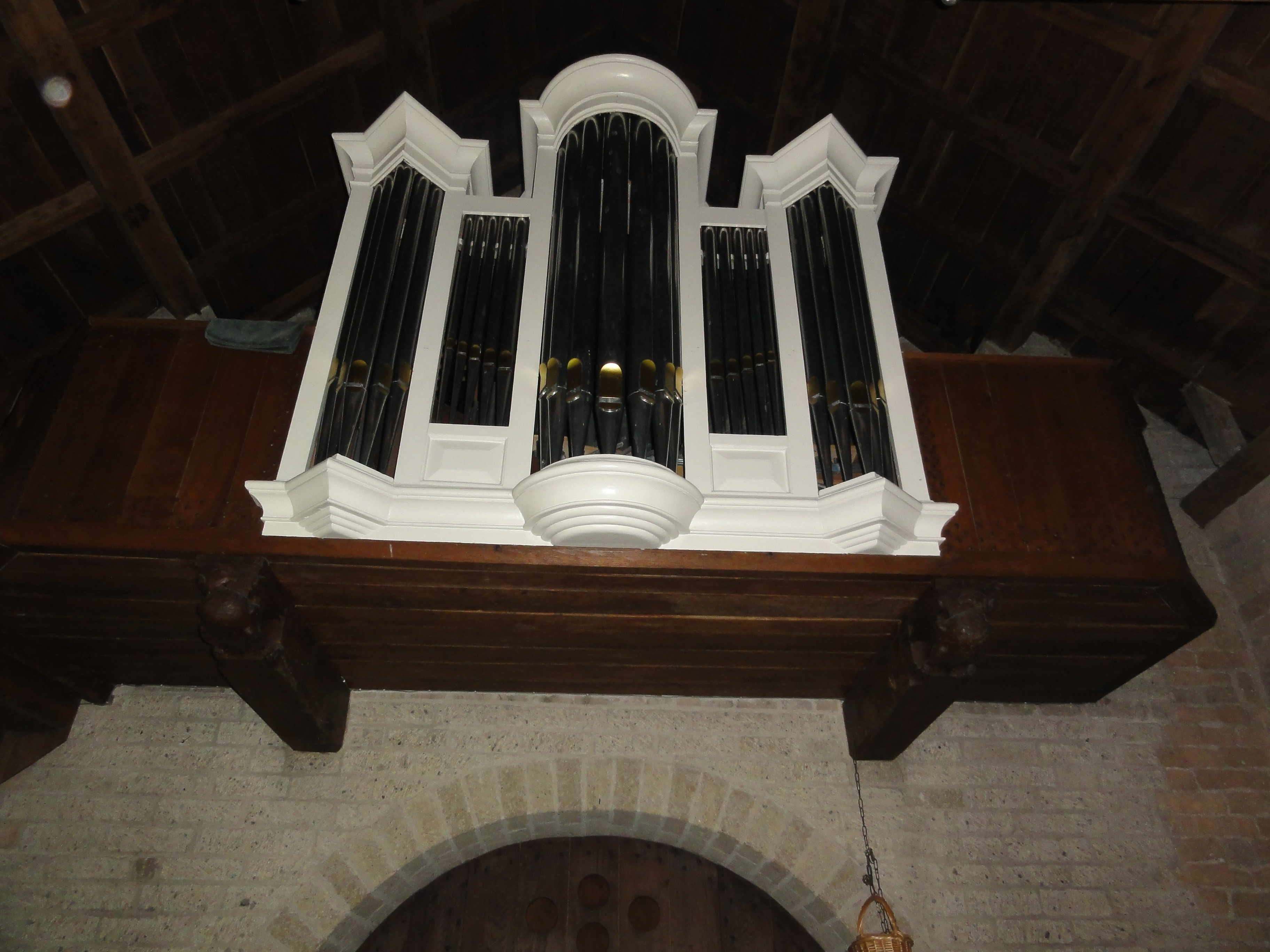
Orgel in de kerk
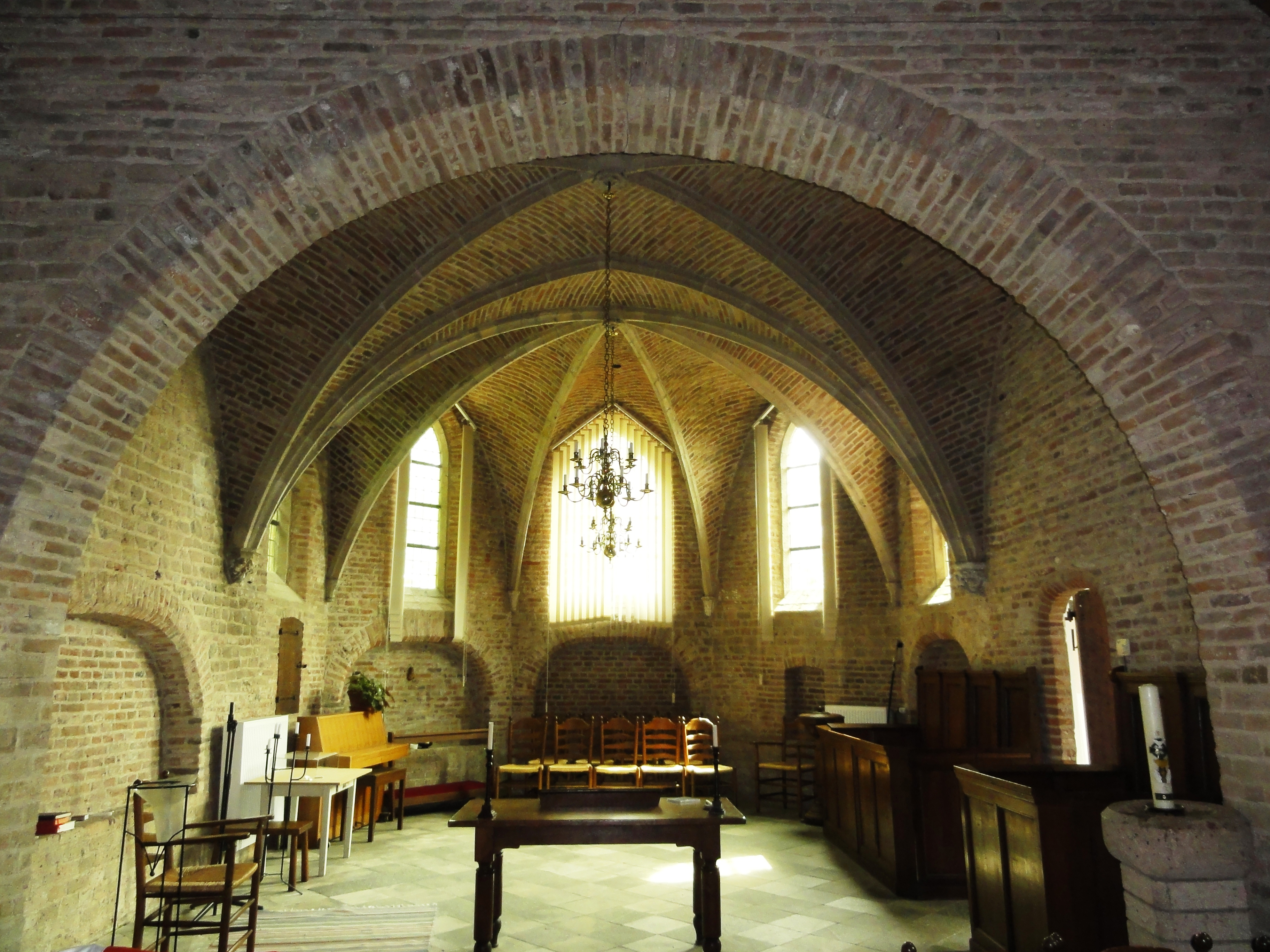
Koorsluiting met kruisribgewelf
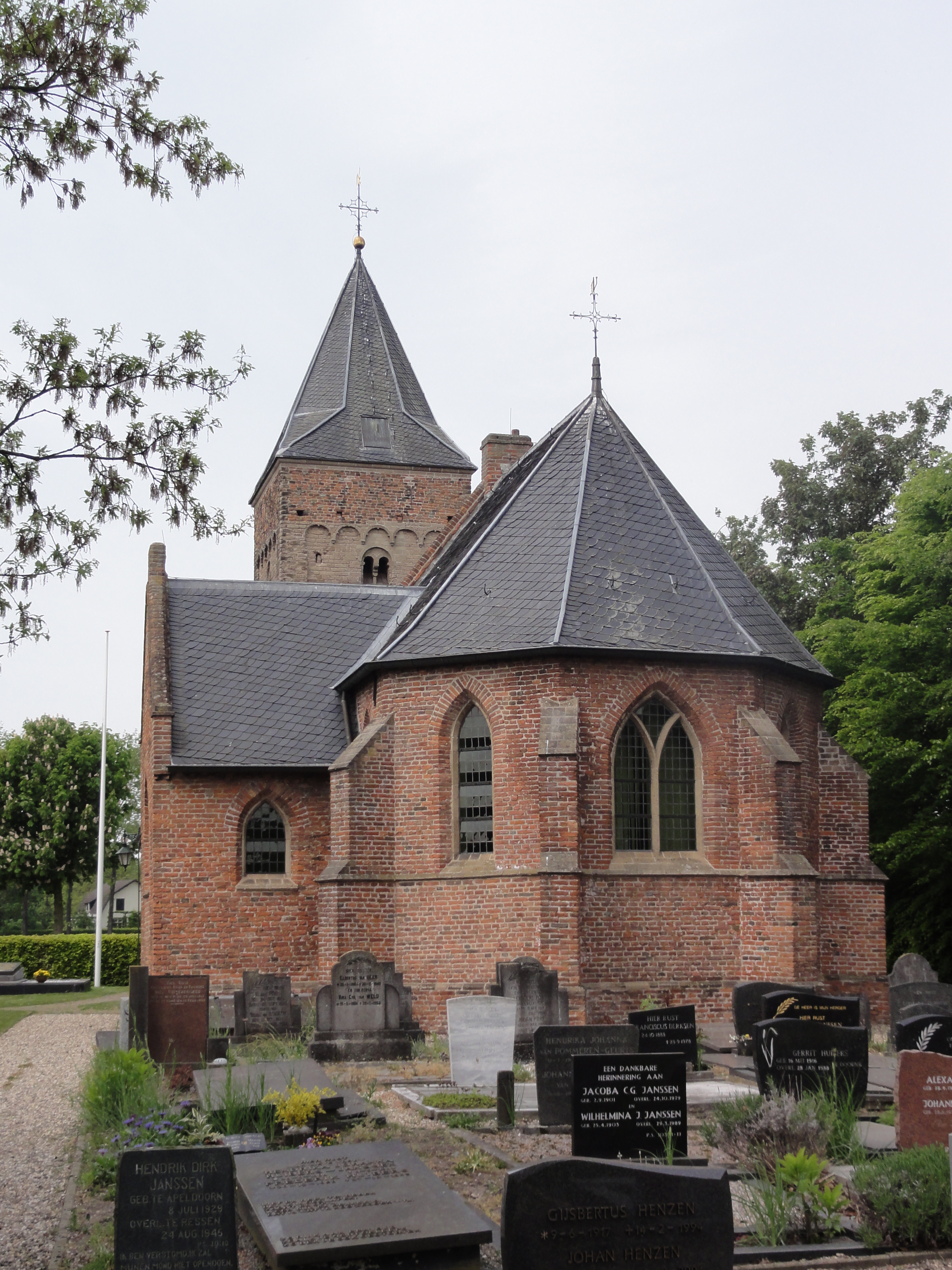
Achterzijde kerk